# João Baptista Lisboa
João Baptista Lisboa, "João Lisboa" (Riversul, 19 de fevereiro de 1920 –  São Paulo, 18 de outubro de 1996), foi contador, professor, advogado, empresário da: construção civil, indústria química e cerâmica, construtor e um político brasileiro (prefeito de Tatuí/SP e Deputado Federal) Primogênito de 7 irmãos, filho de Herculano Alves Vieira Lisboa e Maria Caldas Lisboa.
Cônjuge: Profa. Thomyres Gianesella Lisboa 
Filhos: Herculano Francisco Gianesella Lisboa (Tatuí 19 de janeiro de 1947), Fernando Gianesella Lisboa, Junia Lisboa Machado, Estela Gianesella Lisboa 

## Biografia
Como empresário, montou a primeira indústria química do interior de São Paulo na década de 1940, instalada em uma chácara de sua propriedade, onde mais tarde a loteou e foi criada a Vila Jurema, em Tatuí, São Paulo. Era considerado um Mecenas da arte pois sempre acolheu os pintores, cantores, artistas, etc. Conviveu amistosamente com Menotti del Picchia e Cassiano Ricardo.
No dia 04 de outubro de 1959, foi eleito prefeito de Tatuí-SP eleito pelo Partido Trabalhista Brasileiro (PTB), vencendo a eleição por incríveis 5 votos de diferença. Em sua campanha, defendeu a encampação da Companhia Luz e Força de Tatuí-SP. Após assumir a prefeitura travou séria disputa com a companhia, que era ligada a oposição local, liderada pela União Democrática Nacional (UDN). Em novembro do ano seguinte, foi afastado do cargo de prefeito sob acusação de remover postes instalados pela concessionária, decisão revogada prontamente por um ato judicial. 
Em janeiro de 1961, ao final do governo Juscelino Kubitschek, quando retornava de Brasília com o decreto da encampação da Companhia em mãos, na estrada entre Sorocaba e Tatuí, ainda em leito de cascalho, sofreu um atentado, onde sua camionete ficou perfurada por mais de dez projéteis, safou-se com vida mas com algumas escoriações. Chegando a Tatuí, criou o Serviço Municipalizado de Energia Elétrica, o primeiro do gênero no Brasil.
Três meses depois, no dia 26 de Abril de 1961, enquanto prefeito de Tatuí, apresentou sua tese: “A energia elétrica produzida pelo Governo, com o dinheiro do povo, deve ser distribuída ao povo pelo próprio Governo”, no 8º Congresso Estadual de Municípios na estância de Serra Negra, a qual fala sobre o serviço municipal de distribuição de energia de Tatuí e também da importância da eletrificação rural, pois segundo João Lisboa em sua máxima válida até hoje: “Sem eletrificação rural não haverá produção no campo nem paz social na cidade”.
Em julho de 1961, o presidente Jânio Quadros atendeu a companhia e a oposição local e revogou o decreto de encampação, mas mesmo com estes acontecimentos, João Lisboa continuou a pregar a nacionalização da energia elétrica em todo o Brasil.
Na Noite Municipalista de 1961, em Tatuí, o “Protocolo de Tatuí”, documento histórico de ressonância nacional, de autoria de João Lisboa, consubstancia as reivindicações dos homens do interior reunidos nesta noite.
No ano seguinte, nas eleições de outubro, foi eleito suplente de deputado federal pelo estado de São Paulo, com a coligação do Partido Trabalhista Brasileiro (PTB) e Partido Socialista Brasileiro (PSB). Antes das eleições de 1962, na impossibilidade de completar o ciclo de 100 comícios, nos quais realizou 95, que havia programado foi até a redação do jornal Folha do Sul onde pediu para que fosse transcrito a palestra que realizou no rádio e na televisão da capital para a população de Tatuí. Onde evidenciava mais uma vez sua luta contra as concessionárias de energia elétrica do interior. Neste período ocupou uma cadeira na Câmara, de julho a outubro de 1965 e de março a junho de 1966.
Após a extinção dos partidos políticos pelo Ato Institucional n° 2 e da posterior instauração do bipartidarismo, foi um dos fundadores do Movimento Democrático Brasileiro (MDB). Partido contrário ao regime militar instaurado no Brasil em abril de 1964.
Faleceu no dia 18 de outubro de 1996 em São Paulo, SP, após ter sido atropelado  enquanto fechava a porta de seu carro, sofreu fraturas no braço e na perna, foi socorrido no Hospital das Clínicas, estava consciente e suportando bem os ferimentos, mas como estava com problemas no coração, teve uma parada cardíaca repentina e acabou falecendo em seguida. No dia seguinte o jornal “O Progresso de Tatuí” estampou: Morreu João Lisboa – o Prefeito Perfeito. 

## Opiniões
Algumas das opiniões emitidas sobre ele:
- Câmara Municipal de São Paulo (moção de solidariedade):

“... paladino da Democracia, para quem o voto do povo não traduz apenas uma eleição, mas o dever permanente de trabalhar pela coletividade”.
- Câmara Municipal de Ourinhos (Moção de aplauso):

“... congratulamo-nos principalmente com o bravo povo de Tatuí que cerra fileiras em torno de seu valente prefeito sr. João Lisboa, administrador de qualidades eméritas, dando-lhe magnifica sustentação popular, digna de registro na vida dos homens públicos”.
- Congresso Sindicalista de Belo Horizonte, Minas Gerais (Voto de louvor):

“... os líderes sindicais presentes a este Congresso aprovaram se registrem em ata um VOTO DE LOUVOR ao sr. João Lisboa, prefeito de Tatuí, no Estado de São Paulo, pela sua brilhante atuação na encampação da concessionária de energia elétrica, objetivando o desenvolvimento econômico de sua terra”.
- Menotti Del Picchia (da Academia Brasileira de Letras, n A Gazeta-SP):

“O valoroso prefeito-mutirão, administrador de qualidades excepcionais, tipo de homem público que o Brasil tanto precisa”.
- Wilson Rahal (Na Última Hora – São Paulo):

“Precisamos pedir emprestado ao povo de Tatuí o seu dinâmico prefeito, sr. João Lisboa, o bandeirante da municipalização da energia elétrica, caboco de espinha dura, para ensinar aos governantes a coerência e o idealismo, qualidades tão raras nos homens públicos de hoje”.
- Das entidades de classe de Tatuí (Associação Comercial, Sindicato dos Mestres e Contramestres na Fiação e Tecelagem, Associação Rural, Comissão de Desenvolvimento Econômico, Sindicato dos Operários Têxtis de Tatuí):

“As entidades de classe de Tatuí, pelos seus representantes infra-assinados, manifestem-se ao lado do prefeito João Lisboa, por reconhecerem seu trabalho inteiramente voltado para o interesse público”.
- Da revista Intercâmbio Municipalista (n° 18):

“Confessamos que a teste do prefeito caboclo, João Lisboa, de Tatuí, impressionou-nos vivamente. Estamos seguros de que cabe aquele desassombrado municipalista toda a razão. Encamparemos, pois, como nossa, a luta que se trava em Tatuí. E, com razões numerosas, se não bastasse a de que ela é nacional e não apenas local”.
- De Araguaya Feitosa Marins (Revista Brasiliense– n° 39):

“A desapropriação de empresas particulares distribuidoras de energia elétrica inaugurada pelo prefeito João Lisboa, de Tatuí deveria ter sido seguida em Jaú, se o prefeito dessa última localidade acatasse projeto aprovado pela Câmara dessa cidade”.
- Revista Anhembi (Agosto 1961):

“Os próprios adversários do prefeito, que contra ele empregam toda espécie de recursos e argumentos reconhecem sua integridade moral e a lisura de suas intenções. Nada podem levantar contra sua honestidade pessoal. Deste ponto de vista, sem dúvida alguma, o Município está bem servido”.
- De Adalberto B. Gravina, na revista Intercâmbio Municipalista:

“Visitamos o prefeito caboclo João Lisboa em seu gabinete de trabalho. Pudemos sentir de perto o dinamismo e a dedicação sem limites com que se absorve no trato de todos os problemas. Sensibilizou-nos a incrível sustentação popular com que eu o povo o distingue. Quantos políticos de alto coturno não desejariam desfrutar igual clima de acatamento e respeito. Soubemos que ganha Cr$ 5.100,00 por mês. É o vencimento mais baixo da Prefeitura, o auxiliar de lixeiro recebe melhores vencimentos...”
- Correio Paulistano – 12-8-1962 – Atuação do Chefe do Executivo:

“Pode dizer-se que a atuação do sr. João Lisboa frente à chefia do Executivo tatuiano tem sido das mais profícuas. À sua enorme série de realizações, podemos juntar o trabalho intenso que desenvolveu durante o ano de 1961, em prol da eletrificação rural, trabalho que mereceu as mais elogiosas referências daqueles que podem avaliar uma administração pública municipal e aquilatar das dificuldades sem par que sempre se lhe deparam para a consecução integral de um programa de realizações”. – “Hoje em Tatuí, a palavra de ordem é: Não economizemos energia elétrica! E a grande batalha que o prefeito continua a empreender é a eletrificação rural”.
- Arapuã (Na Última Hora):

“Parabéns ao caboclo João Lisboa, prefeito de Tatuí, que acabou com a balela de que as Prefeituras não podem distribuir a energia elétrica produzida pelo Estado”.